# メモリーカードリーダライタ

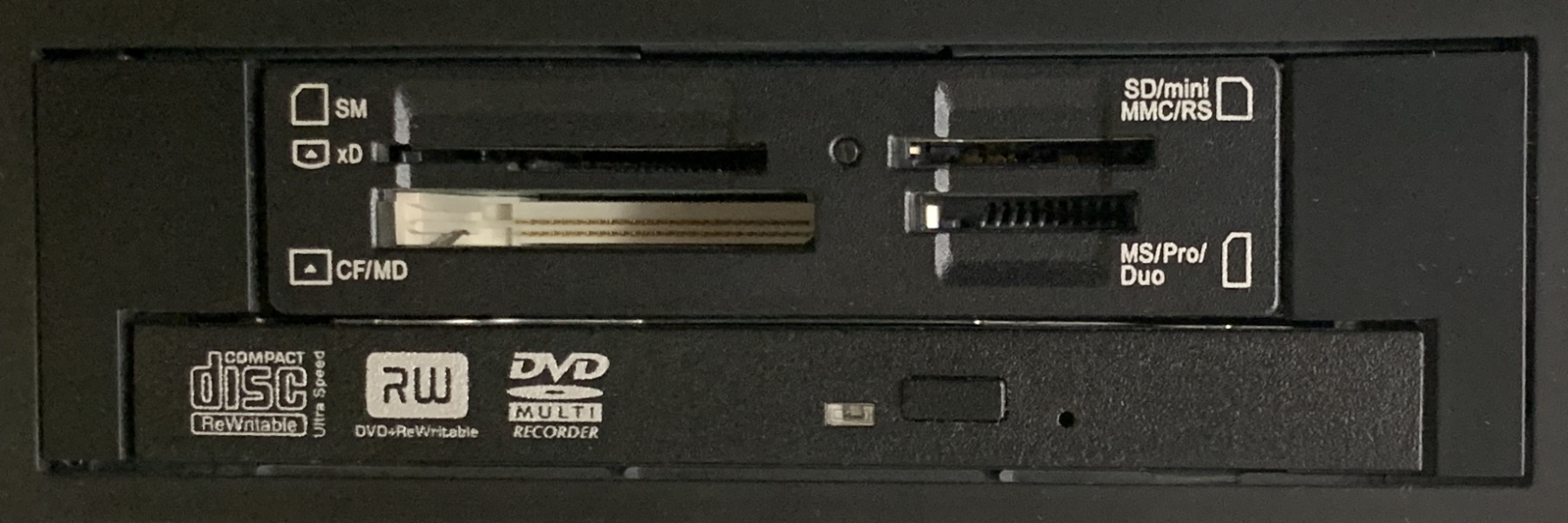
パソコンのフロントベイに装備されたメモリーカードリーダーライタ

メモリーカードリーダライタ (memory card reader / writer) は、小型電子媒体（記録メディア）であるメモリーカードへのデータの読み出しおよび書き込みを行う補助記憶装置である。USB接続のUSBカードリーダーライタ類はパソコンではUSBメモリと同様に使うことができるが、初期の製品ではマスストレージクラスに対応していない製品もあった。マスストレージクラスであっても細かな仕様の違いによりUSBメモリ対応のオーディオ機器などでは使えない場合もある。

## 概要

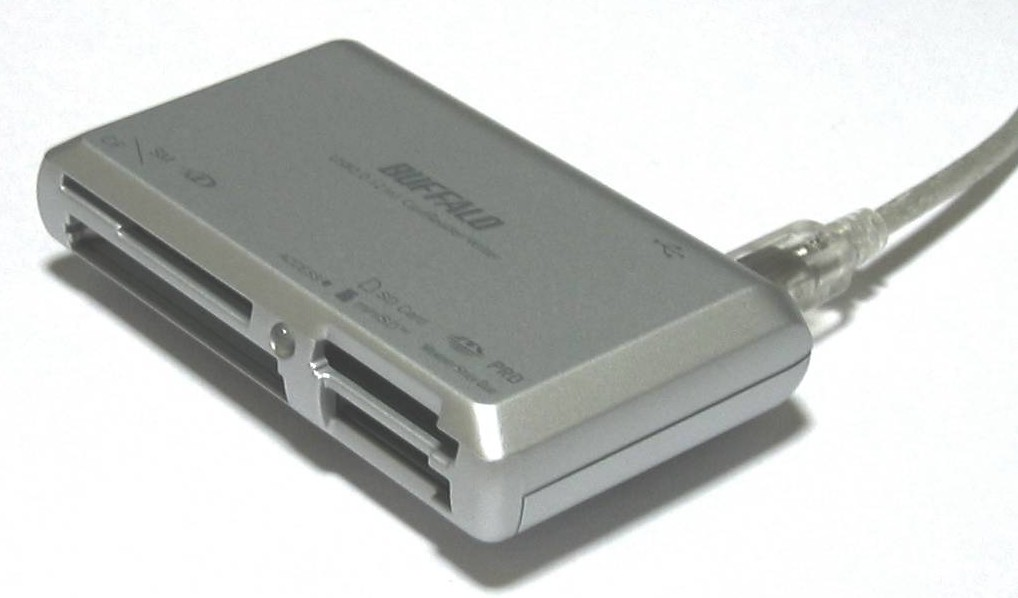
メモリーカードリーダライタ

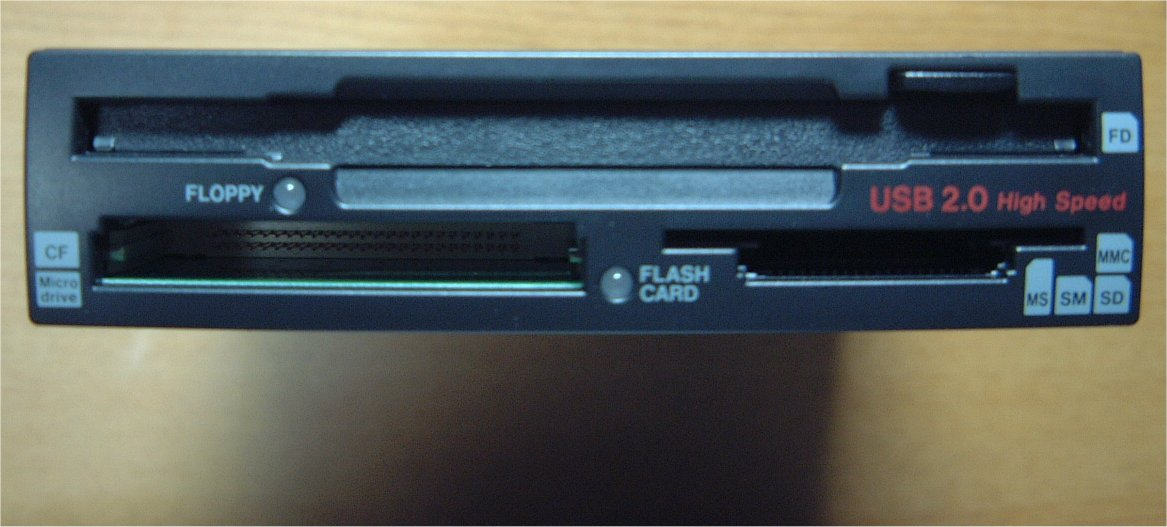
フロッピーディスクドライブにメモリーカードリーダライタが併設されたもの

本来、メモリーカードからの読み出しを行う装置がメモリーカードリーダ、書き込みを行うのがメモリーカードライタである。
その両方の機能を有するものがメモリーカードリーダライタであるが、これを単にメモリーカードリーダと呼ぶことが多い。
あるメモリーカード専用（コンパクトフラッシュ専用、スマートメディア専用など）のものと、複数のメモリーカードに対応したものがあるが、現在では数種類のメモリーカードにアクセスできるタイプが多くて人気があり、複数のメモリーカードスロットを設けている。
初期のタイプではminiSDメモリーカードやメモリースティック(PRO)Duoを挿す場合、アダプタを取り付け、それぞれSDメモリーカード、メモリースティックとして認識させる必要があった（アダプタを同梱して販売しているのが多かったが、その小ささゆえ紛失や破損しやすい欠点があった）。
最近ではアダプタを付けなくても直接挿すことができるタイプが主流となっている。
メモリーカードリーダメーカーは、メモリーカード規格が新規に確立もしくは派生するたびに、それらに対応すべく再設計を繰り返している。そのためSDカードの例としては単にSDHCなどの規格対応を確認するだけでなく対応している容量も確認するほうが望ましい。
装置にはメモリーカードへのアクセス中であるということを示すランプ (LED) が装備されている。
アクセス中のメモリーカードを引き抜く行為は、記録されたデータが破損する原因となる。

## 形態

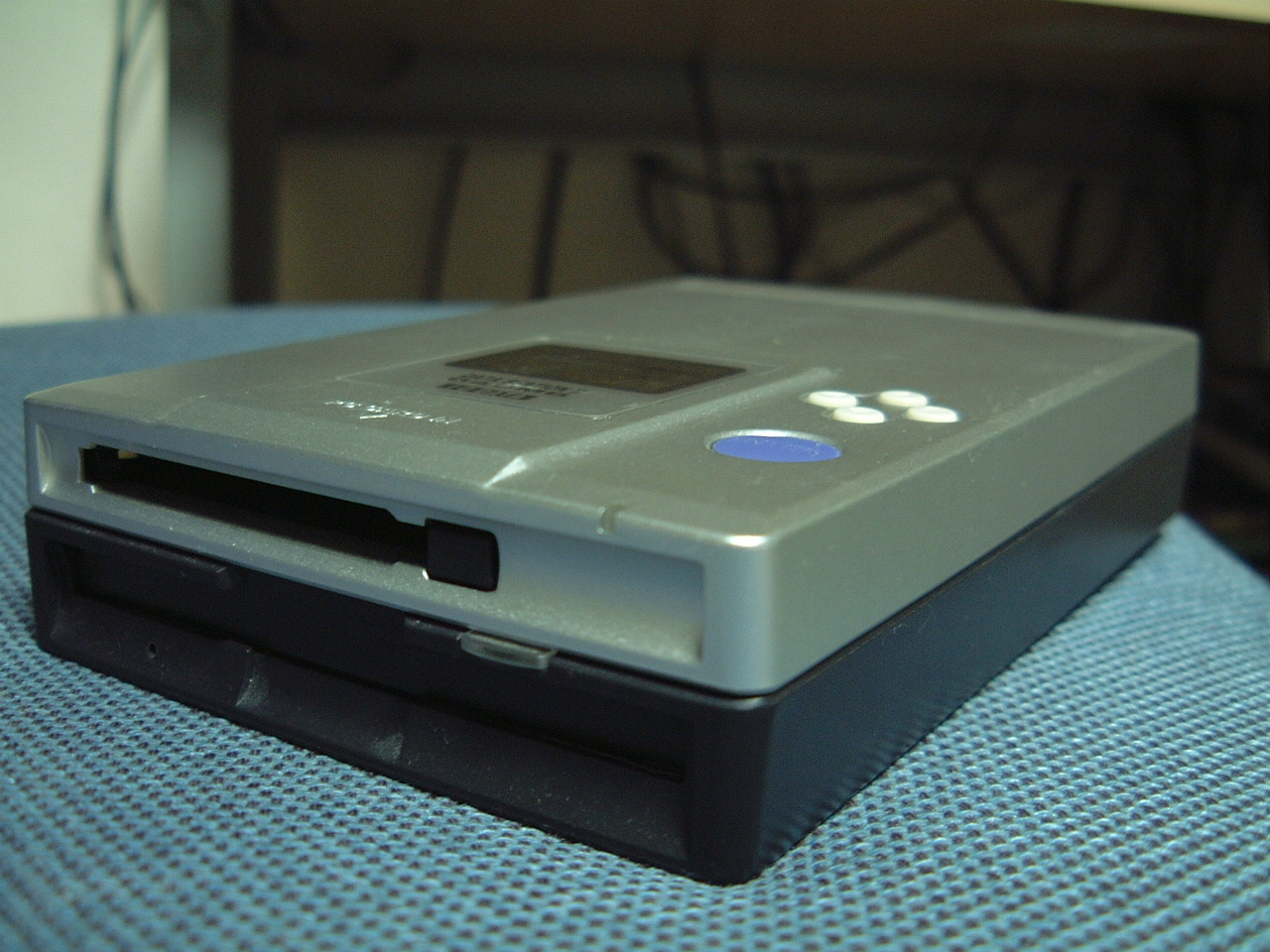
PCカードドライブ（上部）が付いた外付けUSBMOドライブ

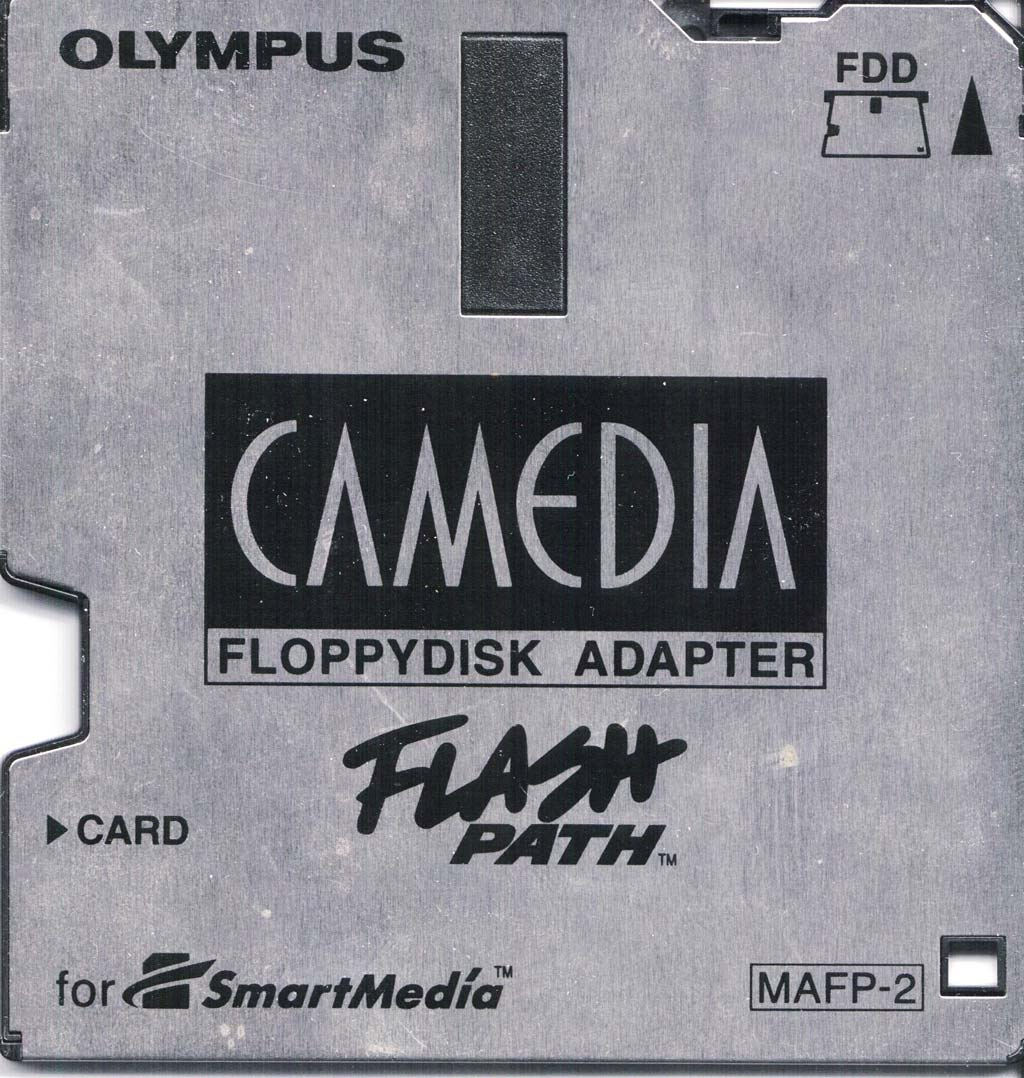
スマートメディア用3.5インチフロッピーディスクアダプタ

メモリーカードリーダライタには、以下のような形態がある。
各メーカーより多くの種類の製品が販売されているので、おのおの使用環境などに応じて選択されたい。
外付け形
初期の製品ではパラレルポートやSCSI接続のものが存在した。
USBが普及して以降は、接続には専らUSBが使われるようになった。アクセス速度を高速化したメモリーカードを利用する場合は、高速なUSB 2.0に対応したものを利用することが望ましい。
メモリーカードへのアクセスに要する電力は少量でよく、USBからの供給で足りることが多いため、特にACアダプタを利用することはない。
Windows XPのようにマスストレージクラスに対応したOSであればデバイスドライバをインストールせずにすぐ使えるので汎用性が高いが、Windows 98などの古いOSでは別途ドライバをインストールする必要がある。ドライバはCD-ROMで付属することもあれば、製造元のウェブサイトよりダウンロードする必要があることもある。
最近ではダウンロードして入手するのが多いが、Windows 98の需要の低迷からドライバが提供されないケースが多くなっているため、事実上サポートの対象外となりつつある。
内蔵形
機器に内蔵されているもの。日本の大手メーカー製パソコンでは標準装備となる傾向が強い。また設置スペースの制約上、挿入口は1口で、形状などによりメモリーカードの種類を判別することが多い。
内蔵ではUSB・SCSIのほかIDE (ATA)やSATA接続の製品も存在するが、IDE接続の場合はHDD (SSD)の代替を目的としたものも多く、動作中にメディアを交換できないか、できたとしてもリムーバブルHDDと同様に特殊な手段が必要となる。
ゲーム機でもセーブのために装備されることがある。
PCカード形
PCカードスロットに挿入して利用するもの。多くはPCカード Type II 規格。アクセスランプを装備していないものがある。
アダプタ形
他の外部補助記憶装置によってアクセスするために利用するもの。アダプタを装着することで、他のメモリーカードとしても利用できる。
フロッピーディスク形のアダプタ（スマートメディアにおけるフラッシュパス等）もあり、メモリーカードを挿入してフロッピーディスクとして利用できる。